# Albinów (Uciechów)
Albinów – zniesiona nazwa przysiółka wsi Uciechów, położonej w Polsce, w województwie dolnośląskim, w powiecie dzierżoniowskim, w gminie Dzierżoniów.
Nazwę zniesiono 1 stycznia 2007, na podstawie z rozporządzenia Ministerstwa Spraw Wewnętrznych i Administracji.
W latach 1975–1998 miejscowość administracyjnie należała do województwa wałbrzyskiego.